# Districte de Charolles
El Districte de Charolles és un dels cinc districtes del departament francès de Saona i Loira, a la regió de Borgonya-Franc Comtat. Té 13 cantons i 136 municipis. El cap del districte és la sotsprefectura de Charolles.Te una extensió de 2.444 Km2 i una població de 84.782 habitants segons cens de 2022.

## Cantons
cantó de Bourbon-Lancy - cantó de Charolles - cantó de Chauffailles - cantó de La Clayette - cantó de Digoin - cantó de Gueugnon - cantó de La Guiche - cantó de Marcigny - cantó de Palinges - cantó de Paray-le-Monial - cantó de Saint-Bonnet-de-Joux - cantó de Semur-en-Brionnais - cantó de Toulon-sur-Arroux